# Sallu
Sallu fou un territori a l'est del Tigris, fronterer entre Assíria i Babilònia. Ashurdan I, rei d'Assíria vers el 1179 al 1133 aC, va ajudar els elamites vers el 1158 aC a expulsar al rei de Babilònia Zababashumaiddina; les forces assíries van passar el Zab Inferior i es van apoderar d'algunes ciutats com Zaban e Irria, i del territori fronterer de Sallu. La "Història Sincrònica" (un text babiloni del segle viii aC que detalla les relacions d'Assíria i Babilònia) diu que per dues vegades Teglatfalassar I va envair el territori de Marduknadinakhkhe (1098-1080 aC). En la primera expedició els assiris van entrar creuant el riu Zab Inferior que era frontera entre ambdós estats i van ocupar Turshan (prop d'Arrapkha) i després Arman al país de Sallu; la plana de Sallu fou ocupada i els assiris van arribar fins a Lupti, van travessar el riu Radana (modern Tauq Chai) i van arribar a la regió de la muntanya Kamulla (modern Jebel Hamrin) on van derrotar els babilonis.